# Luigi Tarisio
Luigi Tarisio (c. 1790 – 1854) was een Italiaans handelaar en verzamelaar in violen.

## Vroege leven
Tot 1800 was de roem van de Italiaanse vioolbouw buiten eigen land nog beperkt, maar vijftig jaar later had die zich over alle landen verspreid. Achteraf bezien is het verbazingwekkend dat de verspreiding, de waardering en de waardestijging van Italiaanse instrumenten, terwijl de instrumenten in Duitsland, Frankrijk en Engeland zo lang veronachtzaamd waren, in zo’n kort tijdsbestek plaatsvond. Voor het grootste deel is dit te danken aan de inspanningen van één ondernemend individu die een groot aantal juwelen van Italiaanse instrumentenbouw onder de aandacht van het brede publiek bracht: Luigi Tarisio. Tarisio was van zeer arme afkomst en was, merkwaardig genoeg, van huis uit totaal onbekend met de verschijnselen muziek en muzikale instrumenten.
Hij werd geboren in een armelijk gezin in Fontaneto d'Agogna, waar overigens later ook de beroemde violist Viotti geboren zou worden, nabij Novara in de landstreek Piëmont, ten westen van Lombardije. Aanvankelijk ging hij wel naar school, hoewel hij de rest van zijn leven vrijwel analfabeet bleef, en was in de leer als timmerman. Zo bracht hij een bescheiden inkomen bijeen dat hij aanvulde met het spelen van dansmuziek tijdens dorpsbijeenkomsten. Hij was een amateur violist en trok van dorp naar dorp, net daar waar de wijnoogsten werden binnengehaald en het volk in hun zondagse kleren op zoek ging naar een beetje ontspanning en vrolijkheid. Hij werd ongetwijfeld met gastvrijheid ontvangen, terwijl hij hun banken repareerde en voor hen op zijn viool speelde.
Tarisio schijnt lang en mager te zijn geweest en zag eruit als een doodgewone Italiaanse boer met zijn zware, ruwe schoenen. Hij kleedde zich slecht en ging overdag de boerderijen en herbergen rond Milaan langs om het herstel van stoelen en tafels aan te bieden in ruil voor voedsel, maar van lieverlee werd het najagen van oude en vergeten instrumenten, met name violen, zijn passie. Tarisio ontwikkelde een levendige belangstelling in strijkinstrumenten en begon er vanaf 1827 met een natuurlijk zakelijk talent in te handelen.

## De collectioneur

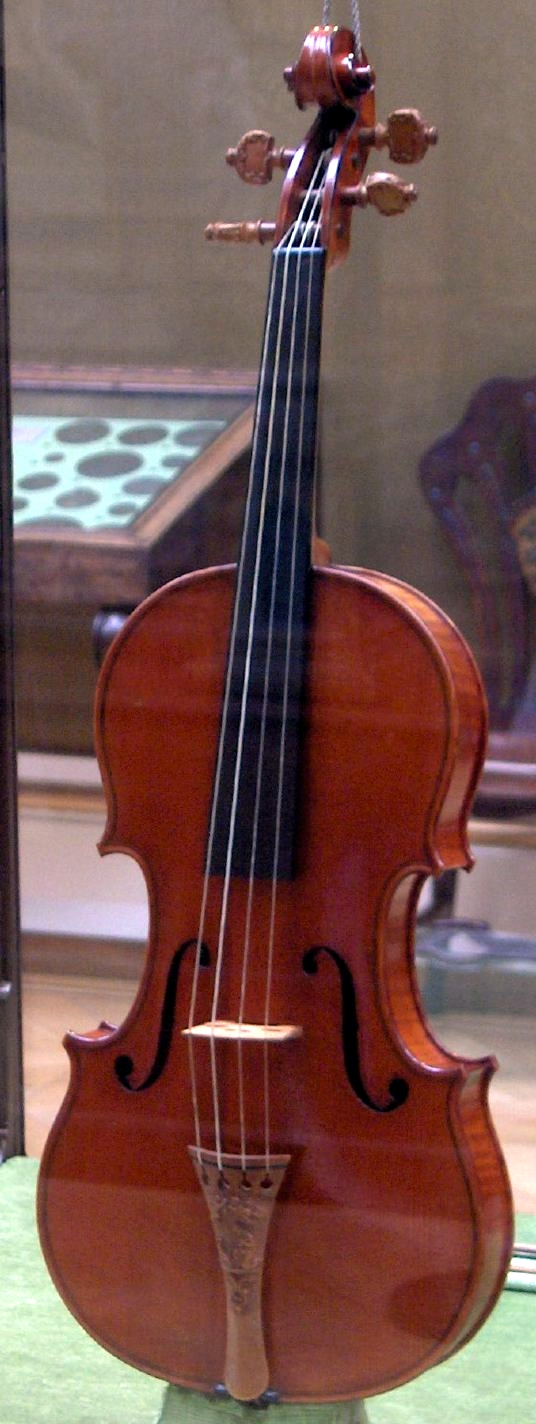
Messiah Stradivarius

Het schijnt dat in het begin van de 19de eeuw in Noord-Italië veel gewone mensen strijkinstrumenten bezaten en op zijn omzwervingen verloor Tarisio geen gelegenheid uit het oog om oude violen te repareren en te verzamelen. In die tijden waren zowel goede als slechte instrumenten ook vaak in handen van de kerk. Vaak waren de instrumenten verwaarloosd, maar van hoge kwaliteit en hij bracht daarom altijd een aantal nieuwe violen van weinig waarde mee om ze te ruilen tegen waardevolle oude die ergens lagen te verstoffen in kloosters of kerken. Hij kocht zelfs volledig verwoeste violen, repareerde ze en bewaarde vooral de labels; minder relevante onderdelen waren bestemd voor verkoop. Hij raakte daardoor in andere violen geïnteresseerd, repareerde ze als wederdienst en kreeg ze op een niet altijd even eerlijke manier in bezit.
Geleidelijk aan verzamelde Tarisio steeds meer kennis over violen en omdat hij geen geld had kreeg hij ze steeds vaker in bezit door te ruilen. In dorpen, kloosters en conventen bood hij aan om met zijn gereedschap violen te repareren. Met een of twee goede violen die hij in een zak bij zich had, liet hij het verschil horen met de verwaarloosde violen die de verschillende eigenaren op zolders en in kelders tevoorschijn hadden gehaald. Door ruil of koop kwam hij in bezit van bijvoorbeeld Amati, Stradivari en Bergonzi instrumenten, die hij, soms na reparatie, weer verkocht.
Tarisio had een buitengewoon vermogen om de vioolbouwers te herkennen. Door zijn instinct van een geboren verzamelaar en kenner, wist hij nauwkeurig de verschillen tussen de grote Italiaanse bouwers. In het begin van de 19de eeuw werden veel vioolbouwers op één hoop gegooid en waren mensen als Stradivari en Giuseppe Guarneri nauwelijks bekend. Dankzij zijn instinct en een bijna feilloos oog, herkende Tarisio op het eerste gezicht vaak niet alleen de bouwer van een instrument, maar, naar beweerd werd, zelfs het jaar waarin het gemaakt was. Hij wist Amati’s precies te waarderen en kende bijvoorbeeld de verschillen tussen Nicoló en Andrea Amati en de kwaliteiten van een Stradivari en al de andere Cremonese en Italiaanse bouwers. Hij had een belangrijk voordeel boven alle andere handelaren en kenners, namelijk dat hij de instrumenten in hun oorspronkelijke conditie aantrof, zonder latere veranderingen of geknoei met de labels. De dagen waarin onbekende labels werden vervangen door die van grote meesters waren nog niet aangebroken, waardoor hij in staat was om de karakteristieken van elk van hen goed te leren kennen zonder het gevaar van verwarring. Na vijftien jaar bezat hij de grootste collectie antieke snaarinstrumenten die Italië ooit had gezien.

## De handelaar
Tarisio wilde uiteraard ook winst maken en omdat dorpelingen nu eenmaal niet het verschil horen tussen een goede en een slechte viool besloot hij zijn koopwaar elders te slijten. In Engeland en zeker in Frankrijk was inmiddels een groeiende vraag naar Italiaanse violen ontstaan en door zijn verzameling kon hij eraan voldoen. De afwezigheid van concurrentie bood hem ook unieke kansen. Om zijn instrumenten in Parijs aan te bieden was waarschijnlijk een logische keuze, omdat die stad in het begin van de 19de eeuw de culturele hoofdstad van Europa was. Na de verovering van Noord-Italië door Napoleon, had er een uittocht naar Parijs van immense hoeveelheden kunstschatten plaatsgevonden, die triomfantelijk door de straten was gedragen en tentoongesteld. Een levendige belangstelling voor alles wat uit Italië kwam was het gevolg en Tarisio speelde daarop in.
Door zijn voorraad naar Parijs te brengen, de enige plaats waar bovendien de kunst van de restauratie ook verder gevorderd was dan elders, redde hij veel instrumenten voor het nageslacht.

## Parijs
In 1827 stapte er dus in Parijs een vagebond in versleten reiskleren en met ongekamde haren de werkplaats van de vioolbouwer Jean François Aldric binnen. Aldric, een bekende vioolhandelaar, kwam oorspronkelijk uit Mirecourt, hét centrum van de Franse instrumentenbouw. Zijn grootvader en zijn vader waren daar uitstekende vioolbouwers, maar vanaf 1788 tot zijn dood werkte Jean-François in Parijs. Hij was de opmerkelijkste vioolbouwer van deze tak van de familie en produceerde instrumenten volgens het model van Stradivari van een grote kwaliteit en met een heel mooie klank. Later, in 1840, nam zijn neef de zaak over. Geen familie dus die zich op het terrein van violen knollen voor citroenen liet verkopen.
De vagebond was Tarisio, die de reis uit Italië naar Parijs al bedelend en met de schamele ontvangsten voor zijn vioolspel had gemaakt. Hij droeg ook een grote zak over zijn schouder en hij leek Aldric een soort marskramer, een persoon die “iemands zeep zestien jaar geleden eens gebruikt had en daarna geen andere zeep meer had gezien”.
Eerst wilde hij hem de deur wijzen, maar waarschijnlijk verried iets in Tarisio’s manier van doen dat hij hem beter toe kon staan om de inhoud van zijn jute zak te tonen - wellicht uit vermaak of medelijden en niet direct omdat hij dacht handel te kunnen drijven. Het is niet moeilijk om zich zijn verbazing voor te stellen toen hij de inhoud zag, want de zak bleek precies de koopwaar te bevatten waar zo’n groeiende vraag naar was! Aldric hield echter zijn gezicht in de plooi en nam een onverschillige houding aan omdat hij zich niet voor kon stellen dat die bedelaar vóór hem zich ook maar in het minst bewust was van wat hij hem aanbood.
Hij werd echter snel uit de droom geholpen want hij bleek in gesprek met de grootste vioolkenner die de wereld toen ooit gezien had. Tarisio was een sluwe kerel en had tact, snelheid, minzaamheid en al die andere Italiaanse eigenschappen en gewoontes die nodig zijn om goed zaken te doen, vaak ten nadele van de koper. Hij had op zijn ontdekkingsreis naar Parijs ook niet zijn allerbeste violen meegenomen, maar juist voldoende om Aldric nieuwsgierig te maken. Ondanks de uitstekende kwaliteit van de instrumenten die Tarisio hem liet zien, bood Aldric een bescheiden bedrag, dat na lang gesteggel met de helft verhoogd werd.
Toch was Tarisio na de verkoop nogal teleurgesteld en hij weet zijn slechte resultaten aan de manier hoe hij zijn handelswaar had gepresenteerd en de prijs die hij had gevraagd. Hij verliet Parijs met een lege jute zak en zeker niet met een naar tevredenheid gevulde beurs. Terug in Italië trok hij lering uit het geval en ging verder op zoek naar verborgen schatten. Hij begon bekender te worden als restaurateur en handelaar en naarmate zijn voorraad van goede, slechte en gewone strijkinstrumenten groeide, kon hij een steeds grotere collectie laten zien.
Toen hij bij de volgende gelegenheid weer in Parijs terugkeerde, kwam hij in een koets en was hij modieus gekleed. Hij bood de violen nu ook niet aan één, maar aan de grootste vioolbouwers van Parijs aan, Vuillaume, Thibaut en Chanot, die met elkaar concurreerden. Zij openden voor hem hun deuren en vooral Vuillaume zag in dat hij met Tarisio op een ware goudschat gestoten was en gaf hem steeds hogere prijzen voor zijn oogst aan Amati, Stradivari, Guarneri en Bergonzi instrumenten die nu gestaag via deze merkwaardige man Parijs binnenstroomden. Het was duidelijk in het voordeel van zowel Tarisio als de handelaren die hem aanmoedigden om door te gaan.
Elke keer dat hij naar Parijs terugkeerde en kopers hem feliciteerden met zijn schitterende koopwaar, antwoordde Tarisio dat hij zijn beste stuk niet had meegebracht : een prachtige, nog ongebruikte Stradivari viool (de “Messiah”) uit 1716 die hij van Cozio de Salabue had gekocht. De vioolbouwers waren uiteraard benieuwd om het instrument te zien, maar Tarisio stelde het steeds uit om het instrument mee te brengen, omdat hij er eigenlijk geen afscheid van kon nemen. De violist Delphin Alard, die op een gegeven moment in de werkplaats van Vuillaume aanwezig was, riep daarom op een gegeven moment teleurgesteld uit:
“Ah ça, votre violon c’est comme le Messie; on l’attends toujours, et il ne paraît jamais ! “ [Uw viool is als de Messiah; men wacht altijd op hem, maar hij verschijnt nooit !].
Sindsdien staat het instrument onder de naam “Messiah” bekend.
Behalve in het gezelschap van collega’s leek Tarisio nooit ontspannen. Hij was te voorzichtig om open te zijn tegenover landgenoten en de enige mensen die Tarisio echt kenden waren de enkele buitenlanders als Vuillaume en de Chanots in Frankrijk en de handelaar John Hart en romanschrijver Charles Reade in Engeland. Hij zocht onvermoeibaar naar instrumenten en Charles Reade schreef over hem : “De man had zijn ziel aan de violen verkocht. Hij was een groot handelaar, maar een nog grotere amateur, omdat hij onbetaalbare juweeltjes bezat“. Het is niet te veel gezegd dat de meeste grote Cremonese en Italiaanse strijkinstrumenten door de handen van Luigi Tarisio gingen. Aan het opmerkelijke verschijnsel Tarisio werd door de handelaren natuurlijk niet al te veel ruchtbaarheid gegeven, omdat zíj hun klanten graag wilden blijven leveren en niet Tarisio. De meeste van de violen en cello’s verkocht hij aan Vuillaume.

## Engeland
Toen Tarisio in 1851 een bezoek aan Engeland bracht, werd hij daar met ontzag ontvangen. De vioolhandelaar en vioolbouwer John Hart nam hem mee naar de unieke collectie van James Goding, maar wat Goding tijdens zijn bezoek niet besefte, was dat de mooiste instrumenten uit zijn verzameling hem nooit zouden hebben bereikt als Tarisio er niet was geweest. In zijn boek “The violin, its famous makers and their imitators” (1909) vertelt George Hart over het bezoek dat Luigi Tarisio in 1851 aan Engeland bracht. John Hart was erop gebrand dat Tarisio de beste en grootste verzamelingen van Cremonese instrumenten in Engeland zou zien en vergezelde hem onder andere naar de verzameling van James Goding, die tot de beste van Europa behoorde. Alle instrumenten lagen gerangschikt op planken aan het einde van een lange, luxueus ingerichte zaal en er ver vandaan zat Tarisio enthousiast te wachten op de beloofde tentoonstelling. Goding was echter verbijsterd dat, toen hij zijn schatten oppakte, hij zijn bezoeker de makers van ieder instrument hoorde noemen nog voordat Tarisio tijd had gehad om twee stappen naar hem toe te zetten. Tegelijkertijd gaf hij zijn gastheer te kennen dat hij alle instrumenten grondig kende daar het grootste gedeelte in zijn bezit was geweest. Goding fluisterde een vriend toe dat Tarisio de instrumenten waarschijnlijk rook, omdat hij nauwelijks tijd had gehad om te kijken. Van veel instrumenten in deze collectie kon Tarisio geen genoeg krijgen ze te bewonderen. Hij nam ze verschillende keren weer op en legde ze, volkomen geobsedeerd, weer neer.
Op deze manier dreef Tarisio dertig jaar lang handel en werd hij steeds slimmer in het vinden van verborgen schatten. Hij had een eigen netwerk van informanten en stond in contact met allerlei pandjeshuizen, repareerde beschadigde instrumenten en verkocht ze met grote winsten onder andere op veilingen. In dertig jaar bracht Tarisio naar schatting meer dan duizend instrumenten van belangrijke Italiaanse bouwers naar het buitenland. Het is achteraf opvallend dat de verspreiding van de goede naam van Italiaanse strijkinstrumenten in Duitsland, Frankrijk en Engeland in zo korte tijd plaatsvond, terwijl er tot dan toe geen belangstelling voor was geweest. Bij zijn bezoeken aan Frankrijk en Engeland baarde hij elke keer weer opzien met de aangeboden instrumenten. Zelf hield hij echter de beste exemplaren.

## Milaan
Terwijl Tarisio in Parijs en Londen de stand van een heer ophield, ging hij in Milaan door met het leiden van het leven van een vagebond. Hij bleef de stille, onopvallende, reparateur en incidentele handelaar in gammele violen en leefde als een kluizenaar. Samen met zijn violen had hij zich in Milaan op een zolder boven een tweederangs restaurant in de Via Legnano Porta Tenaglia ‘verstopt’. Het werd niemand ooit toegestaan om zijn kamer binnen te gaan; hij sloot zichzelf in en opende zelf de deur. Anderen zagen hem alleen de trap op- of afgaan. Zijn buren hadden niet het geringste vermoeden van zijn bezigheden. Hij steeg op naar zijn zolder zonder een woord met iemand te wisselen en als hij wegging, vertrok hij op dezelfde zwijgzame manier en sloot alles hermetisch af. De buren leken zijn bewegingen nauwkeurig te volgen, maar hun pogingen om erachter te komen wie hij was en hoe hij leefde bleven zonder resultaat, ook omdat hij zijn jacht naar instrumenten op ruime afstand van zijn zolder uitvoerde. Hij was alleen nog geïnteresseerd in snaarinstrumenten: dat was alles wat nog op de wereld bestond.
Als gevolg daarvan werd hij beschouwd als een zonderling en raadselachtig individu met geheimzinnige bezigheden. Tegen het einde van zijn leven sleepte Tarisio zich op een dag in 1854 voor de laatste keer de trap naar zijn zolder op. Of hij een voorgevoel van zijn einde had, weet niemand, omdat niemand bij hem was toen hij stierf. Door de buren, die altijd op de loer lagen, was weliswaar gezien dat Tarisio zijn huis binnenging, maar niemand had het hem gedurende enige dagen zien verlaten.
Ten slotte, waarschijnlijk na een aantal dagen, vonden de buren het tijd om na te gaan wat er op die mysterieuze zolder plaatsvond. De deur bleek echter afgesloten en op geklop volgde geen antwoord, terwijl Tarisio toch aanwezig moest zijn. Uiteindelijk wilden ze niet langer meer in onwetendheid blijven. Men waarschuwde de lokale autoriteiten, die instructie gaven dat men zich dan maar met geweld toegang moest verschaffen tot het appartement. De deur werd opengebroken en daar rustte op een kale sofa het levenloze lichaam van Luigi Tarisio die twee violen tegen de borst klemde - blijkbaar had hij met zijn laatste krachten geprobeerd zijn geliefde violen op zijn reis naar de hemel mee te nemen. Tarisio wilde vooral tot het einde van zijn leven gepassioneerd Cremonese instrumenten ontdekken, ermee omgaan en sterven en dat had hij ook allebei gedaan.
Om hem heen was alles in de kamer in totale chaos. Het meubilair van het appartement bestond uit een stoel, een tafel en de bank waarop het lichaam lag. Stapels vioolkisten hier en daar, violen die aan de wanden hingen en andere die aan de zoldering hingen, onderbladen, bovenbladen en drie bassen die aan de muur waren vastgeknoopt. Nog weer andere stapels vioolkisten, violen in en uit vioolkisten, altviolen, cello's. Een half dozijn Stradivari instrumenten; een Gasparo, een Ruggieri en een van de beste violen van Stradivari, twee intacte Guadagnini-violen, een prachtige Guarneri del Gesù en een Bergonzi, cello’s, een bas van Gasparo da Salo en een Ruggeri, naast instrumenten van allerlei bouwers van diverse nationaliteiten.
Aan al deze ‘rommel’ liepen de bezoekers voorbij op hun strooptocht naar wat ze aanzagen voor meer verkoopbare zaken. Het appartement werd ten slotte verzegeld in afwachting van onderzoek naar de verblijfplaats van verwanten van de dode man. Door twee neven die door de gemeentelijke autoriteiten waren opgespoord, werd later een verzegeld pakket gevonden met waardevolle effecten en een aanzienlijke hoeveelheid goud.
- International Standard Name Identifier: 0000 0000 4984 7705
- Library of Congress Control Number: nr98000758
- Nederlandse Thesaurus van Auteursnamen: 294264248
- SNAC: w6qw5q1b
- Virtual International Authority File: 66378323
- WorldCat: E39PBJqQxhtGt48DhBCWbCmyBP